# Appius Claudius Pulcher (consul en -143)
Pour les articles homonymes, voir Appius Claudius Pulcher.
Appius Claudius Pulcher est un homme d'État de la République romaine, de l'illustre gens des Claudii : Petit-fils d'Appius Claudius Pulcher (consul en 212 av. J.-C.), fils de Appius Claudius Pulcher (consul en 185 av. J.-C.), père d'Appius Claudius Pulcher (consul en 79 av. J.-C.) et beau-père de Tiberius Sempronius Gracchus. Il est marié à Antistia.

## Biographie
Appius Claudius Pulcher  fait partie de la confrérie des Saliens, prêtres qui dansent lors de rituels traditionnels romains, et se vante d'être le meilleur danseur parmi ses collègues,.
En 143 av. J.-C., il est élu consul. Avide de gloire militaire, il attaque en Italie du nord les Salasses, une tribu des Alpes en paix avec Rome. Défait au départ, il finit par remporter la victoire en suivant les conseils des livres Sibyllins,,. À son retour, la célébration du triomphe lui est refusée, car son action a été menée sans déclaration de guerre et contre une population alliée de Rome. Il organise néanmoins une cérémonie à ses frais, et lorsqu’un tribun de la plèbe s'interpose pour l'empêcher de gravir en char la montée du Capitole, sa sœur Claudia Pulchra, une vestale à qui on ne peut faire obstacle, monte dans son char et l'accompagne jusqu'au Capitole.
En 142 av. J.-C., il échoue à l'élection pour la censure.
En 136 av. J.-C., il est censeur avec Quintus Fulvius Nobilior et princeps senatus,. Il s'allie avec Tiberius Sempronius Gracchus (un des Gracques) qui a épousé sa fille Claudia Pulcheria.
En 133 av. J.-C., il est l'un des triumvirs chargés de l'application de la loi agraire de Tiberius (la Lex Sempronia),,. Mais cette loi représentait une perte de pouvoir du Sénat et des sénateurs, et Tiberius Gracchus est finalement assassiné.
Il meurt vers 130 av. J.-C..
C'était un rival de Scipion Émilien.